# Tắc kè lùn
Tắc kè lùn, tên khoa học: Lygodactylus, là một loài tắc kè ban ngày với khoảng 60 loài. Chúng chủ yếu được tìm thấy ở châu Phi và Madagascar mặc dù hai loài được tìm thấy ở Nam Mỹ. Loài tắc kè lùn được biết đến nhiều nhất là tắc kè lùn đầu trắng (Lygodactylus picturatus), được tìm thấy ở Kenya. Gần đây, việc nhập khẩu từ Tanzania loài Tắc kè lùn William (Lygodactylus williamsi) vốn có màu sắc rực rỡ, được gọi là "tắc kè điện xanh", đã gây được sự chú ý cho loài tắc kè lùn Lygodactylus trong việc buôn bán loài bò sát.

## Các loài
Các loài:
- Lygodactylus angolensis – Tắc kè lùn Angola
- Lygodactylus angularis – Tắc kè lùn Angulated
- Lygodactylus arnoulti – Tắc kè lùn Pasteur
- Lygodactylus bernardi – Tắc kè lùn Bernard, Tắc kè lùn Arnoult
- Lygodactylus blancae – Tắc kè lùn Blanc
- Lygodactylus bradfieldi – Tắc kè lùn Bradfield
- Lygodactylus broadleyi – Tắc kè lùn Broadley
- Lygodactylus capensis – Tắc kè lùn Cape
- Lygodactylus chobiensis – Tắc kè lùn Okavango, Tắc kè lùn Chobe
- Lygodactylus conradti – Tắc kè lùn Matschie
- Lygodactylus conraui – Tắc kè lùn Cameroon
- Lygodactylus decaryi – Tắc kè lùn Angel
- Lygodactylus depressus – Tắc kè lùn Zaire
- Lygodactylus expectatus – Tắc kè lùn Ambilobe
- Lygodactylus fischeri– Tắc kè lùn Fischer
- Lygodactylus grandisonae – Tắc kè lùn Kenya
- Lygodactylus graniticolus – Tắc kè lùn Granite
- Lygodactylus gravis – Tắc kè lùn Usambara
- Lygodactylus guibei
- Lygodactylus gutturalis – Tắc kè lùn Uganda
- Lygodactylus heterurus – Tắc kè lùn Boettger
- Lygodactylus howelli
- Lygodactylus inexpectatus – Tắc kè lùn Dar-es-Salaam
- Lygodactylus insularis – Tắc kè lùn Insular
- Lygodactylus intermedius
- Lygodactylus keniensis – Tắc kè lùn Parker
- Lygodactylus kimhowelli
- Lygodactylus klemmeri – Tắc kè lùn Malagasy
- Lygodactylus klugei – Tắc kè lùn K'uge
- Lygodactylus lawrencei – Tắc kè lùn Lawrence
- Lygodactylus luteopicturatus – Tắc kè lùn đầu vàng
- Lygodactylus madagascariensis – Tắc kè lùn Madagascar
- Lygodactylus manni – Tắc kè lùn Mann
- Lygodactylus methueni – Tắc kè lùn Methuen
- Lygodactylus miops – Tắc kè lùn Gunther
- Lygodactylus mirabilis
- Lygodactylus mombasicus
- Lygodactylus montanus – Tắc kè lùn núi Ivohibe
- Lygodactylus nigropunctatus
- Lygodactylus ocellatus – Tắc kè lùn Ocellated
- Lygodactylus ornatus – Tắc kè lùn Ornate
- Lygodactylus pauliani
- Lygodactylus picturatus – Tắc kè lùn đầu trắng
- Lygodactylus pictus – Tắc kè lùn Robust
- Lygodactylus praecox
- Lygodactylus rarus
- Lygodactylus rex – Tắc kè lùn King
- Lygodactylus scheffleri – Tắc kè lùn Scheffler
- Lygodactylus scorteccii – Tắc kè lùn Scortecci
- Lygodactylus septemtuberculatus
- Lygodactylus somalicus– Tắc kè lùn Somali
- Lygodactylus stevensoni – Tắc kè lùn Stevenson
- Lygodactylus thomensis – Tắc kè lùn Annobon
- Lygodactylus tolampyae – Tắc kè lùn Grandidier
- Lygodactylus tuberosus
- Lygodactylus verticillatus – Tắc kè lùn Mocquard
- Lygodactylus waterbergensis – Tắc kè lùn Waterberg
- Lygodactylus wetzeli – Tắc kè lùn Nam Mỹ
- Lygodactylus williamsi – Tắc kè lùn Williams

## Hình ảnh

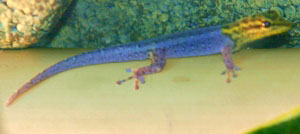
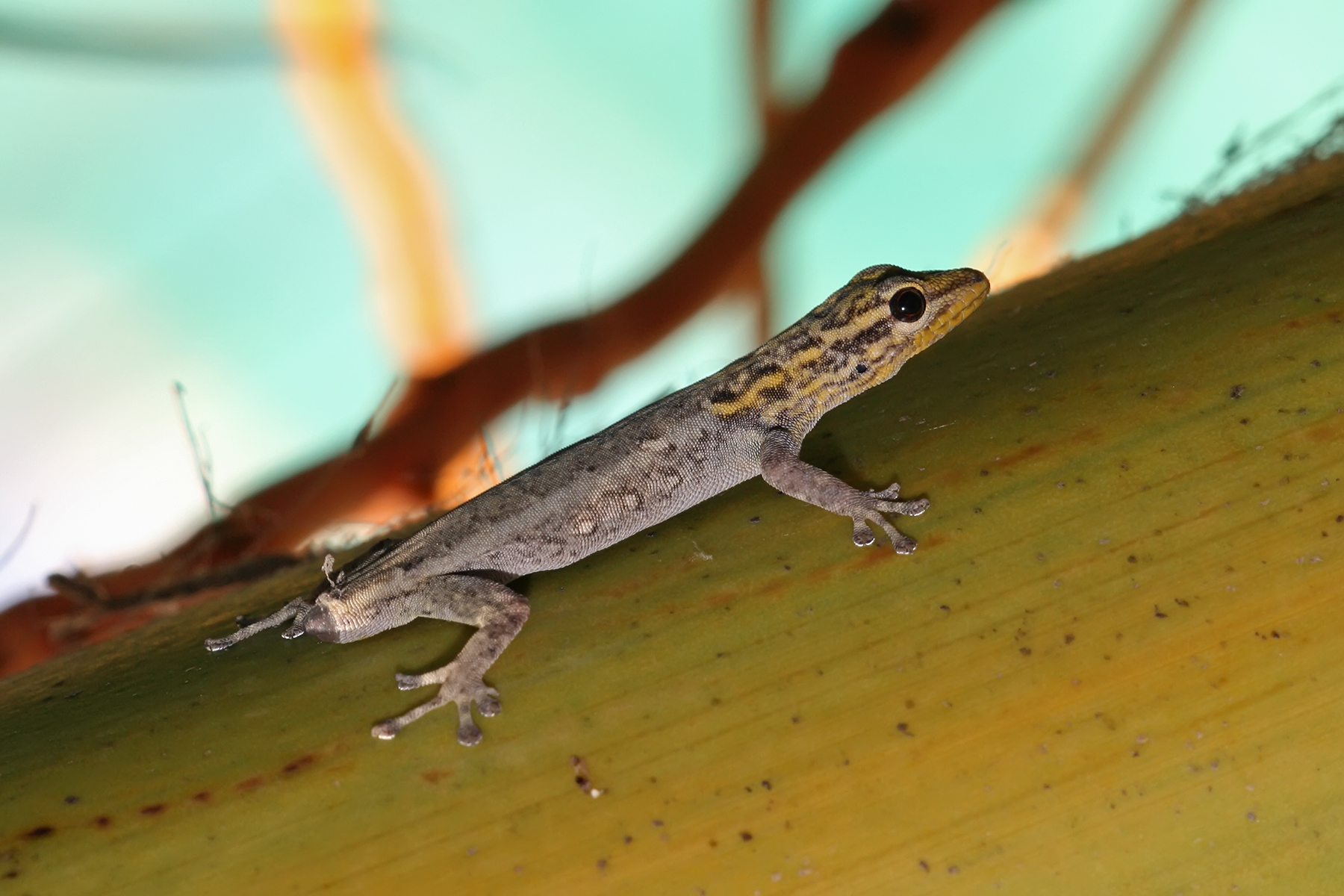
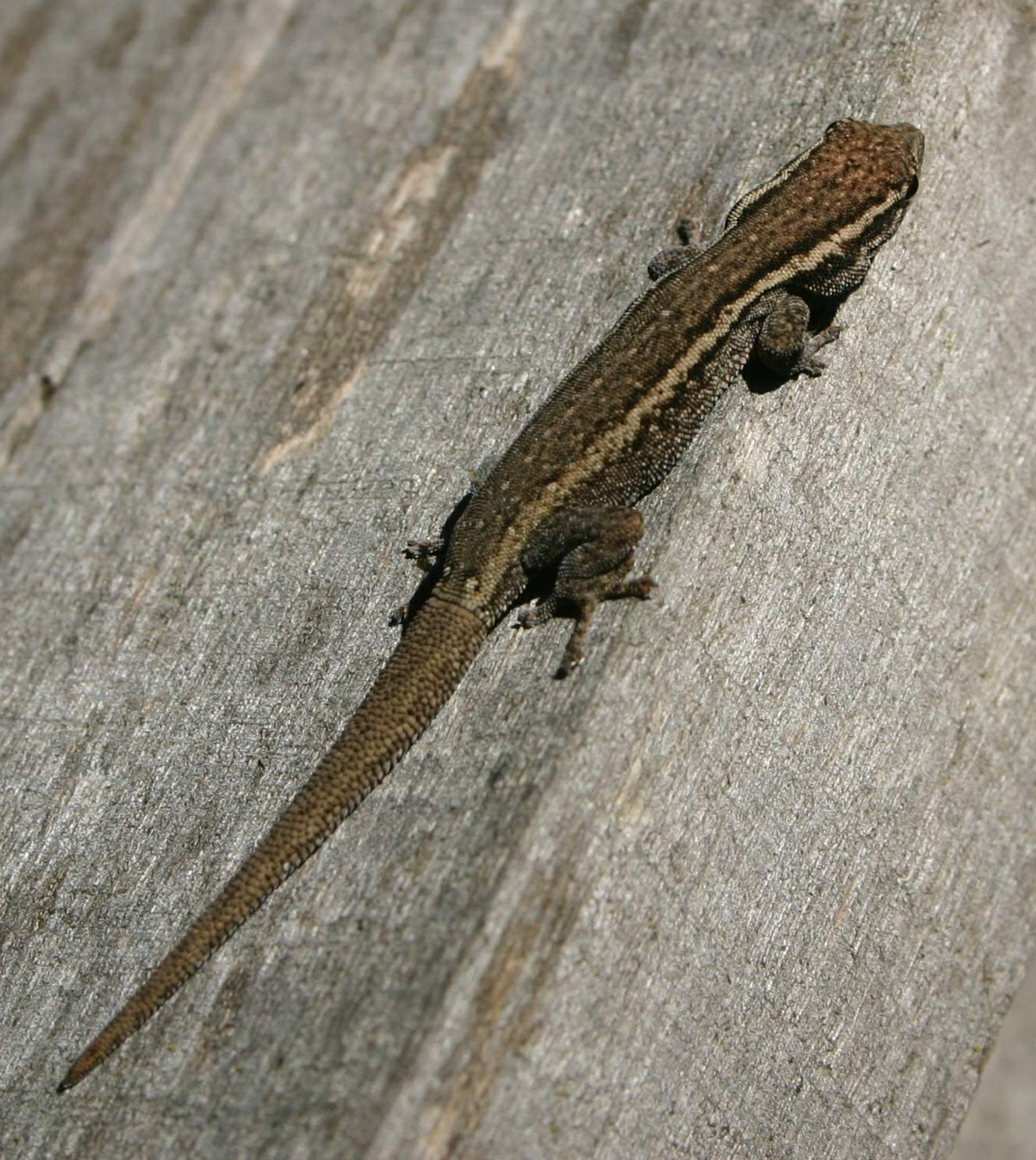